# Путник (планина)
Путник (енгл. Mount Putnik) је планина у Канади, део Стеновитих планина у оквиру венца Кананаскис. Налази се у покрајини Алберта, западно од реке Кананаскис. Надморска висина је 2.940 метара. Име је добила 1918. године по српском војводи Радомиру Путнику.

## Занимљивости
Име је добила по завршетку Првог светског рата. Скоро 100 година касније, октобра 2012. године, Равногорски покрет из Калгарија, највећег града Алберте и група људи из Едмонтона, главног града те провинције, у подножју планине поставили су спомен-плочу са натписом на енглеском језику следеће садржине:
Планина Путник названа је у знак вечног сећања на мушкарце и жене из савезничких оружаних снага у Србији и њиховог вође, војводе Радомира Путника (1847-1917). Србија је изгубила четвртину свог становништва, како припадника војске, тако и цивила за време Првог светског рата (1914-1918). Ова жртва била је део канадских и савезничких борби у Европи против три царевине у циљу заштите људских права и слободе човечанства.
Српска заједница у Калгарију броји до 5.000 припадника.